# مجمع جهانی بهداشت

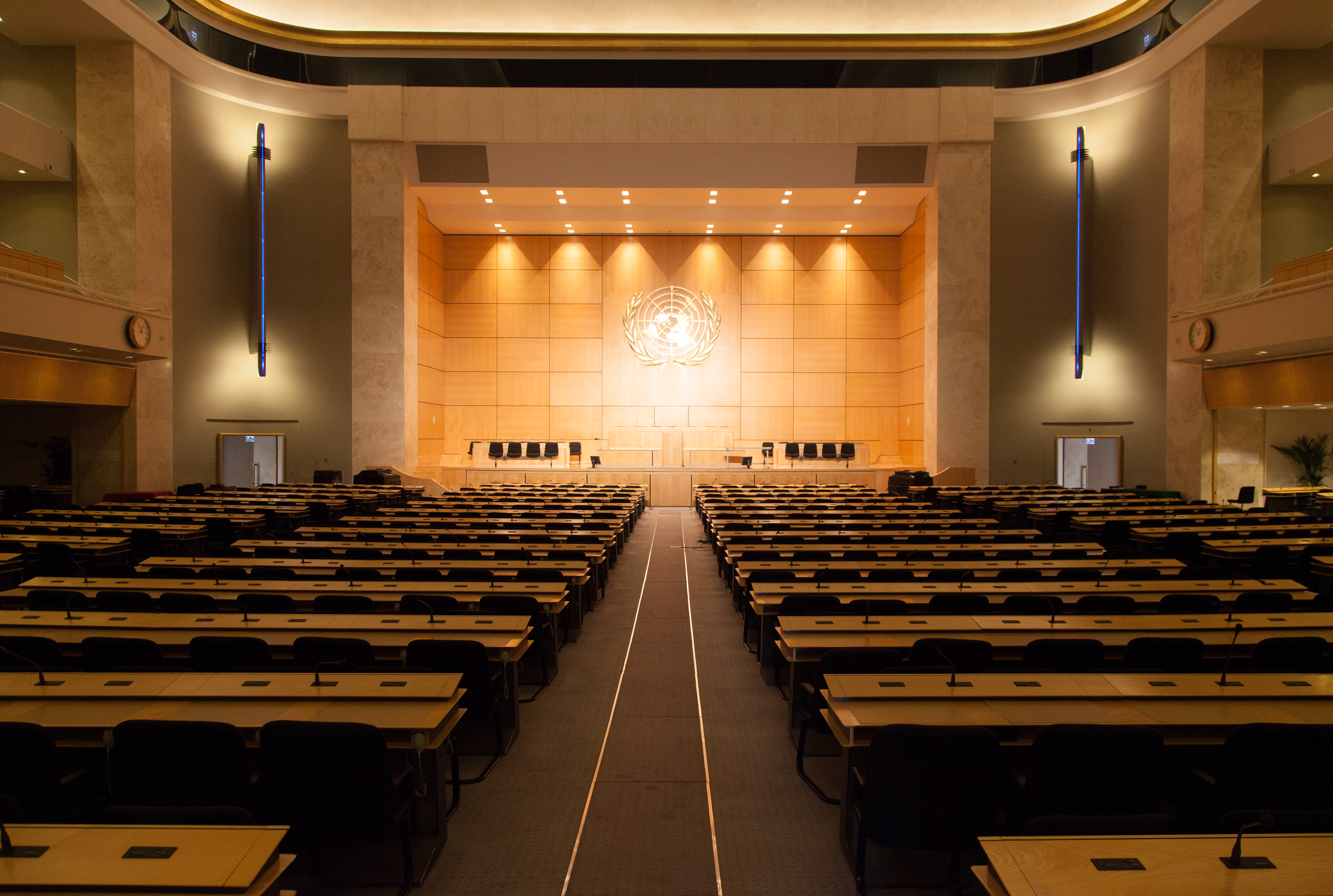
مجمع بهداشت جهانی در کاخ ملل، در ژنو (سوئیس)

مجمع بهداشت جهانی (WHA) انجمنی است که از طریق آن سازمان جهانی بهداشت توسط ۱۹۴ عضوش اداره می‌شود. این مجمع بالاترین مرجع سیاستگذاری بهداشت در سطح جهانی است که از وزرای بهداشت کشورهای عضو تشکیل شده است.
به طور معمول اعضای مجمع بهداشت جهانی در ماه مه هر سال در مقر سازمان بهداشت جهانی در ژنو گرد هم می‌آیند. مهمترین وظایف این مجمع تصمیم‌گیری درباره مسائل عمده سیاستگذاری، همچنین تصویب برنامه کاری و بودجه و انتخاب دبیرکل سازمان بهداشت جهانی است.